# Diplodus cervinus
Diplodus cervinus — риба родини спарових. Морська рифова демерсальна риба, сягає 60 см довжиною. Поділяється на три підвиди з різним ареалом:
- Diplodus cervinus cervinus — східна Атлантика від Біскайської затоки та Середземномор'я до Південної Африки, Мадейра і Канари включно; відсутній біля Кабо-Верде, Сенегалу та у Гвінейській затоці.
- Diplodus cervinus hottentotus — Індійський океан біля Оману.
- Diplodus cervinus omanensis — західний Індійський океан від Мозамбіку до Південної Африки.